# Benguela

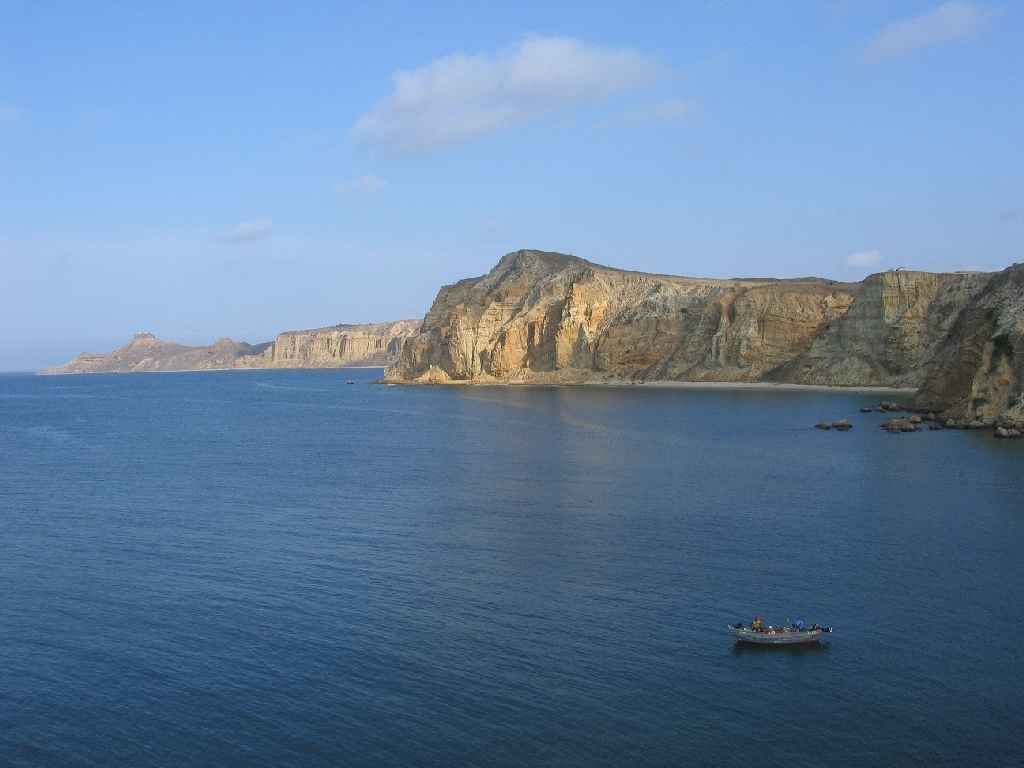
Acantilados en Benguela.

Benguela es una ciudad y municipio, capital de la provincia homónima, al oeste de Angola. Tiene 2100 km² de extensión y cerca de 513 000 habitantes. Limita al norte con el municipio de Lobito, al oeste con los municipios de Bocoio y Caimbambo, al sur con el municipio de Bahía Farta y al oeste con el océano Atlántico. El municipio se divide en seis comunas: Zona A, Zona B, Zona C, Zona D, Zona E y Zona F.

## Historia

Antiguo escudo de armas de Benguela, finales del.

En el contexto de la Unión Ibérica, el rey Felipe III separó, en 1615 el "Reino de Benguela" de Angola:
"De mi poder real y absoluto, me place y es por bien, por esta presente provisión, la capitanía, conquista y gobierno de las provincias del dicho Reino de Benguela (...) y por ella las erijo y al dicho reino en nuevo gobierno, para que de hoy en adelante tengan separada la jurisdicción y el gobernador" (Provisión Real en: DIAS, Gastão Sousa. Os Portugueses em Angola. Lisboa: Agência Geral do Ultramar, 1959. p. 99 e 100)
El principal objetivo de esta nueva colonia era la búsqueda y explotación de las minas de cobre de Sumbe Ambela, al norte de la hoz del río Cuvo (o Queve), y al sur de Benguela-Velha, la primera población portuguesa en la región (fundada en 1587 y después extinta), próximo de la actual Porto Amboim. Fue nombrado como Gobernador, Conquistador y Poblador de Benguela, y simultáneanente Gobernador de Angola, Manuel Cerveira Pereira.
Cerveira Pereira partió de Luanda el 11 de abril de 1617 al frente de una fuerza de 130 hombres rumbo hacia al sur, a lo largo de la costa hasta la bahía de las Vacas, que alcanzó el 17 de mayo. Ahí fundó el Fuerte de San Felipe de Benguela, núcleo de la población del mismo nombre que había de ser la capital del nuevo dominio portugués al sur de Angola, el Reino de Benguela, que fue administrado autónomamente entre 1617 y 1869.
La población fue ocupada por fuerzas de la Compañía Holandesa de las Indias Orientales de 1641 a 1648.

## Comunicaciones
Benguela dista 592 km de Luanda, 208 de Sumbe y 33 de Lobito.
Estación del Ferrocarril de Benguela, en idioma portugués O Caminho de Ferro de Benguela (CFB) que comunica el puerto de Lobito, en la costa atlántica, con la localidad fronteriza de Luau, en la parte oriental del país.